# Povilas Brazaitis
Povilas Brazaitis (* 25. Oktober 1879 in Vaiktai (Rajongemeinde Pakruojis), Wolost Kartena (jetzt Rajongemeinde Kretinga), Bezirk Telšiai, Litauen; † 19. Februar 1947 in Altai, Russland, Sowjetunion) war ein litauischer Jurist und Politiker, Vizejustizminister Litauens.

## Leben
Sein Vater war Juozas Brazaitis (1850–1926).
Povilas Brazaitis lernte am Gymnasium Šiauliai. 1909 absolvierte er das Studium der Rechtswissenschaft an der Rechtsfakultät der Universität Moskau in Russland. Danach arbeitete er in Vilnius, später als Jurist in der Plater-Hofgutsverwaltung im Bezirk Zarasai. 
Ab 1914 wurde mobilisiert und arbeitete in der Intendantur in Daugavpils (Lettland) und Toropez (Russland). Ab 1921 leitete er als Direktor das Gefängnisdepartament. Ab 1923 war er Vizeminister am Justizministerium Litauens und ab 1934  Notar in Kaunas. Nach der sowjetischen Okkupation wurde er nach Sibirien deportiert.